# Ceryx diptera
Ceryx diptera là một loài bướm đêm thuộc phân họ Arctiinae, họ Erebidae.